# Pfeffermühle (Diebach)
Pfeffermühle ([ˈp͡fɛfɐmyːlə] ) ist ein Gemeindeteil der Gemeinde Diebach im Landkreis Ansbach (Mittelfranken, Bayern). Pfeffermühle liegt in der Gemarkung Bellershausen.

## Geografie
Die Einöde liegt am mittleren Wohnbach, einem rechten Zufluss der Tauber. Im Norden gibt es eine Erhebung der Schillingsfürst-Wettringer Hardt, die Teil der Frankenhöhe ist. Ein Anliegerweg führt zur Staatsstraße 2247 (0,1 km östlich), die nach Bellershausen (0,4 km südöstlich) bzw. nach Diebach verläuft (2,2 km westlich).

## Geschichte
Mit dem Gemeindeedikt (frühes 19. Jahrhundert) wurde Pfeffermühle dem Steuerdistrikt und der Ruralgemeinde Bellershausen zugeordnet. Im Zuge der Gebietsreform in Bayern wurde Pfeffermühle am 1. Mai 1978 nach Diebach eingemeindet.

## Einwohnerentwicklung
| Jahr      | 001818 | 001840 | 001861 | 001871 | 001885 | 001900 | 001925 | 001950 | 001961 | 001970 | 001987 |
| Einwohner | 9      | 13     | 8      | 6      | 6      | *      | *      | *      | *      | 1      | 0      |
| Häuser    | 2      | 1      |        |        | 2      | *      | *      | *      | *      |        | 0      |
| Quelle    | [ 7 ]  | [ 8 ]  | [ 9 ]  | [ 10 ] | [ 11 ] | [ 12 ] | [ 13 ] | [ 14 ] | [ 15 ] | [ 16 ] | [ 1 ]  |

## Religion
Der Ort ist römisch-katholisch geprägt und nach St. Laurentius (Bellershausen) gepfarrt. Die Protestanten sind nach St. Kilian (Schillingsfürst) gepfarrt.